# Hadena maritima
Hadena maritima là một loài bướm đêm trong họ Noctuidae.